# 莫尔塔扎·迈尔扎德
莫尔塔扎·迈尔扎德·塞拉克贾尼（波斯語：‎，1987年9月17日—）一译莫特萨·梅赫萨德、莫特扎，是一位伊朗男子坐式排球队队员，身高2米46，司职主攻位置。是現時已知最高的伊朗男性，亦是現時全球在世第二高的男性。

## 生平
莫尔塔扎出生时患有罕见的肢端肥大症，15岁时，因为一起自行车事故导致骨盆骨折，他的右腿停止生长，比左腿短了15公分，此后他只能使用轮椅或者拐杖走路。2011年，伊朗男子坐式排球队教练哈迪·雷扎伊邀请其参加坐式排球运动。莫尔塔扎·迈尔扎德随伊朗男子坐式排球队先后获得了2016年里约热内卢残奥会和2020年东京残奥会男子坐式排球比赛的冠军。